# トゥーバ・シェノール
トゥーバ・シェノール＝イヴェギン（Tuğba Şenoğlu İvegin、1998年2月2日 - ）は、トルコの女子バレーボール選手。トルコ代表。

## 来歴

### クラブチーム
タルスス出身。10歳のときにバレーボールをはじめた。14歳でワクフバンクのジュニアチームへ入団。2016年にベシクタシュへ移籍。2017/18シーズンにワクフバンクに移籍し2年間プレーした。2019/20シーズンはYeşilyurtでプレーし、2020/21シーズンより再びワクフバンクに加入した。2021年の世界クラブ選手権で金メダルを獲得した。
2022年10月、世界選手権終了後に、V.LEAGUE DIVISION1 WOMENのKUROBEアクアフェアリーズへ入団した。登録名は「トゥーバ・イヴェギン」。KUROBEアクアフェアリーズで1シーズンプレーし、2023年に退団した。

### 代表チーム
2017年、アンダーカテゴリーの代表としてU-20世界選手権で4位となり、自身もベストアウトサイドヒッター賞を受賞した。2021年にシニア代表に初選出され、同年のネーションズリーグで銅メダルを獲得した。東京オリンピックの最終メンバーにも選出された。

## 人物
2022年にバスケットボールコーチのブルハン・イヴェギンと結婚している。

## 球歴
- オリンピック - 2021年
- ネーションズリーグ - 2021年、2022年、2024年
- 欧州選手権 - 2021年

## 受賞歴
- 2017年 U-20世界選手権 ベストアウトサイドヒッター賞

## 所属クラブ
- ワクフバンクSKジュニアチーム（2013-2016年）
- ベシクタシュ（2016-2017年）
- ワクフバンクSK（2017-2019年）
- Yeşilyurt（2019-2020年）
- ワクフバンクSK（2020-2022年）
- KUROBEアクアフェアリーズ（2022-2023年）
- クゼイボル（2023-2024年）
- テュルク・ハワ・ヨルラル（2024年-）